# 목화쥐
목화쥐(Peromyscus gossypinus)는 비단털쥐과에 속하는 설치류의 일종이다. 미국 남동부 삼림에서 발견된다.

## 특징
다 자란 목화쥐는 꼬리 길이인 약 78mm를 포함하여 몸길이가 약 180mm이고 몸무게는 34~51g정도이다. 일반적으로 겉모습은 흰발쥐와 유사하지만 목화쥐는 크기가 더 크고 두개골과 뒷발이 더 길다. 몸은 짙은 갈색을 띠고, 발과 배는 흰색이다.. 일반명은 둥지를 만들 때 목화 솜을 사용하는 관찰된 습관에서 유래했다. 아종 채드윅해변목화쥐(P. g. restrictus)는 1938년 이래 발견되지 않아 현재 멸종한 것으로 추정하고 있다.

## 분포 및 서식지
목화쥐는 버지니아주 남동부와 플로리다 주, 텍사스 주, 켄터키 주를 거칠게 경계로 이루는 미국 남동부 지역에서 발견된다. 활엽수림과 습지, 앞이 트인 개활지 가장자리, 염분이 있는 사바나 지역과 모래 언덕 가장자리, 관목 지대, 바위가 많은 절벽과 암층이 포함되는 다양한 서식지에서 서식한다. 규칙적으로 침수가 되는 지형을 좋아하는 것으로 추정된다.
목화쥐는 나무 그루터기 구멍과 나무 구멍, 뿌리 줄기와 같은 지하 피난처를 사용하며, 포식자들과 들불을 피하기 위해 굴을 판다. 이와같은 지하 피난처는 여름철 동안에 낮은 온도와 습도도 제공한다.
대부분의 사슴쥐속 종은 화재 이후 이주와 포식자의 증가 또는 화재에 의한 직접적인 피해, 서식지와 보호지의 감소 때문에 개체수가 크게 감소하는 것으로 나타난다. 그러나 지하 피난처를 사용하는 습성 때문에 목화쥐는 산불로 인한 영향을 받는 개체수의 큰 감소없이 생존한다.

## 생태
목화쥐는 잡식성 동물로 씨앗과 곤충을 먹는다. 연중 번식을 할 수 있으며 일반적으로 초봄과 가을에 번식을 한다. 일년에 네 번 최대 7마리의 새끼를 낳고, 태어날 때 새끼는 무기력하고 털이 없다. 목화주는 생후 20~25일에 젖을 떼고, 약 2개월이 지나 성적으로 성국해진다. 수명은 4~5개월이고 드물게 1년까지 산다. 포식자는 올빼미와 뱀, 족제비, 보브캣 등이다.